# Königliches Kurhaushotel (Bad Kissingen)

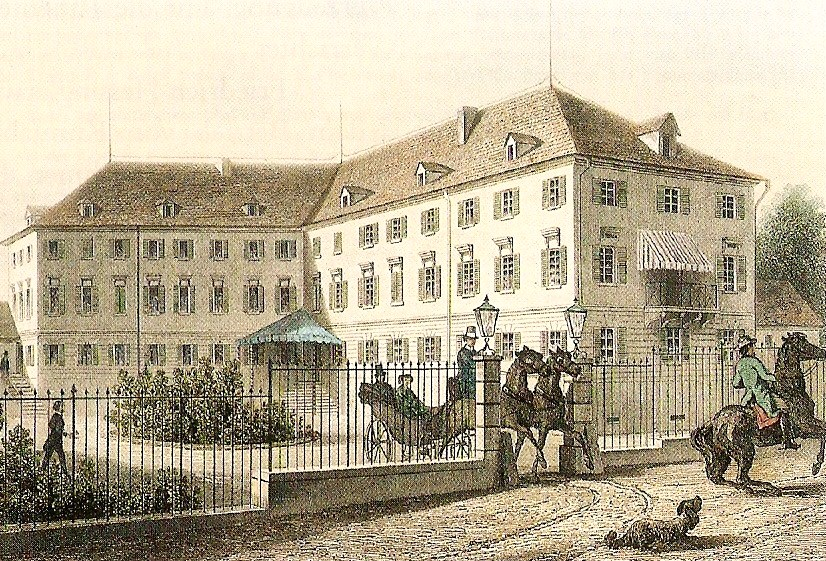
Das Kissinger Kurhaushotel nach der Erweiterung durch die Bolzanos (1845)

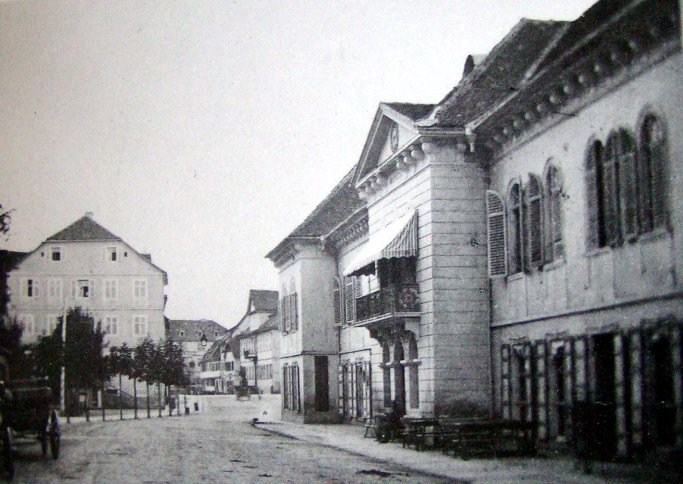
Kurhaushotel (1879), Foto: Wilhelm Cronenberg

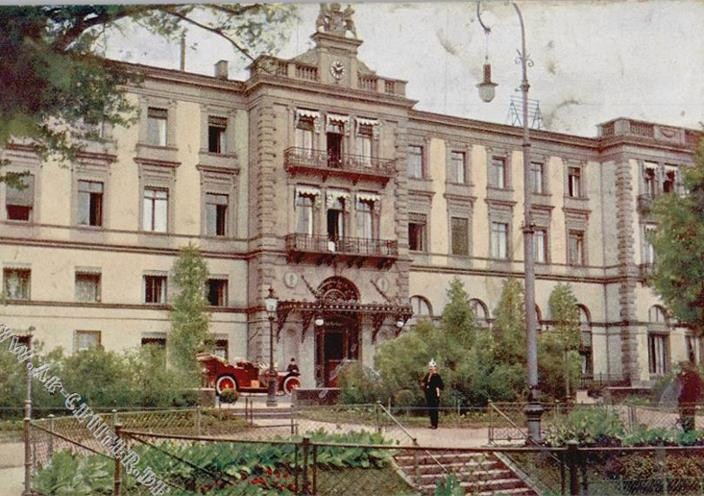
Kurhaushotel um 1910/1920

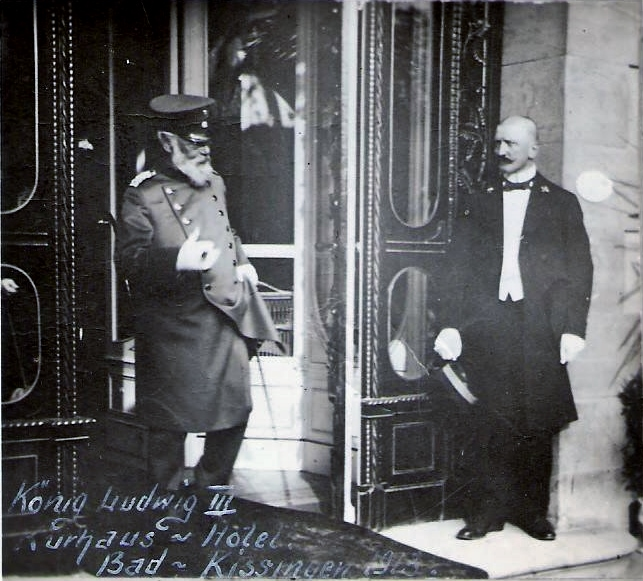
Prinzregent Ludwig III. vor dem Hoteleingang (15./16. Mai 1913)

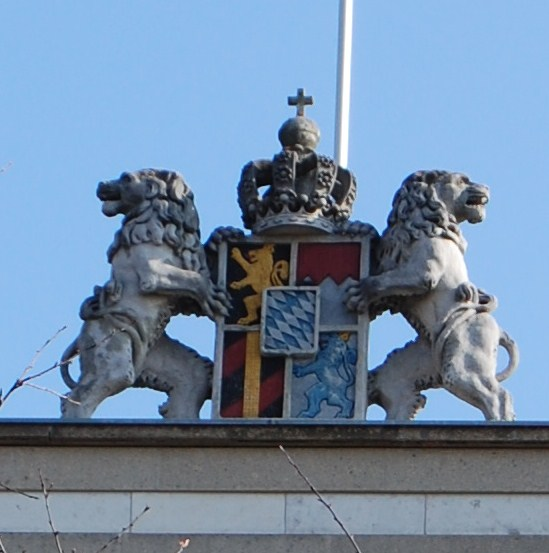
Wappen des Königreichs Bayern
auf dem Dach des Steigenberger Hotels

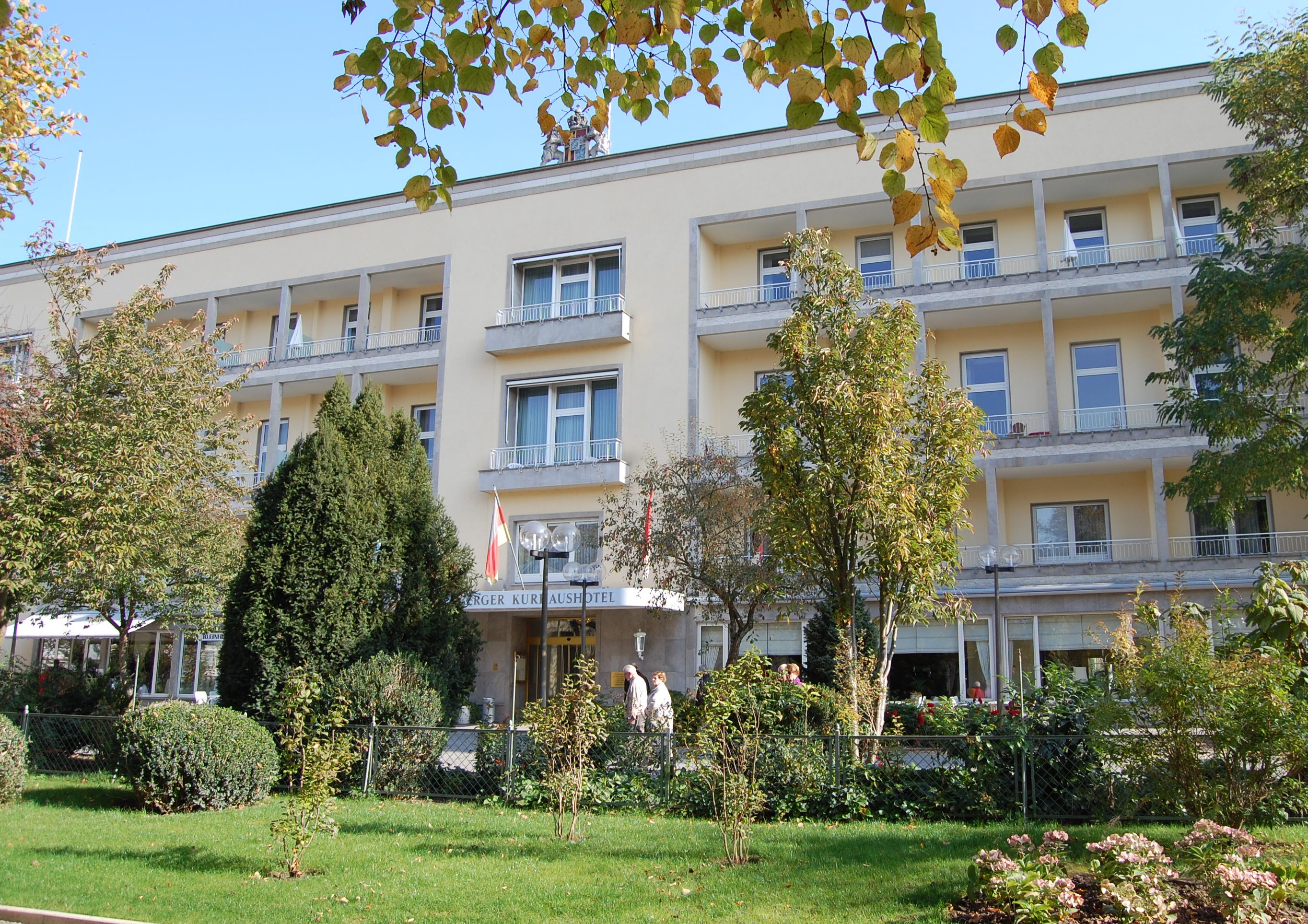
Steigenberger Hotel (2010)

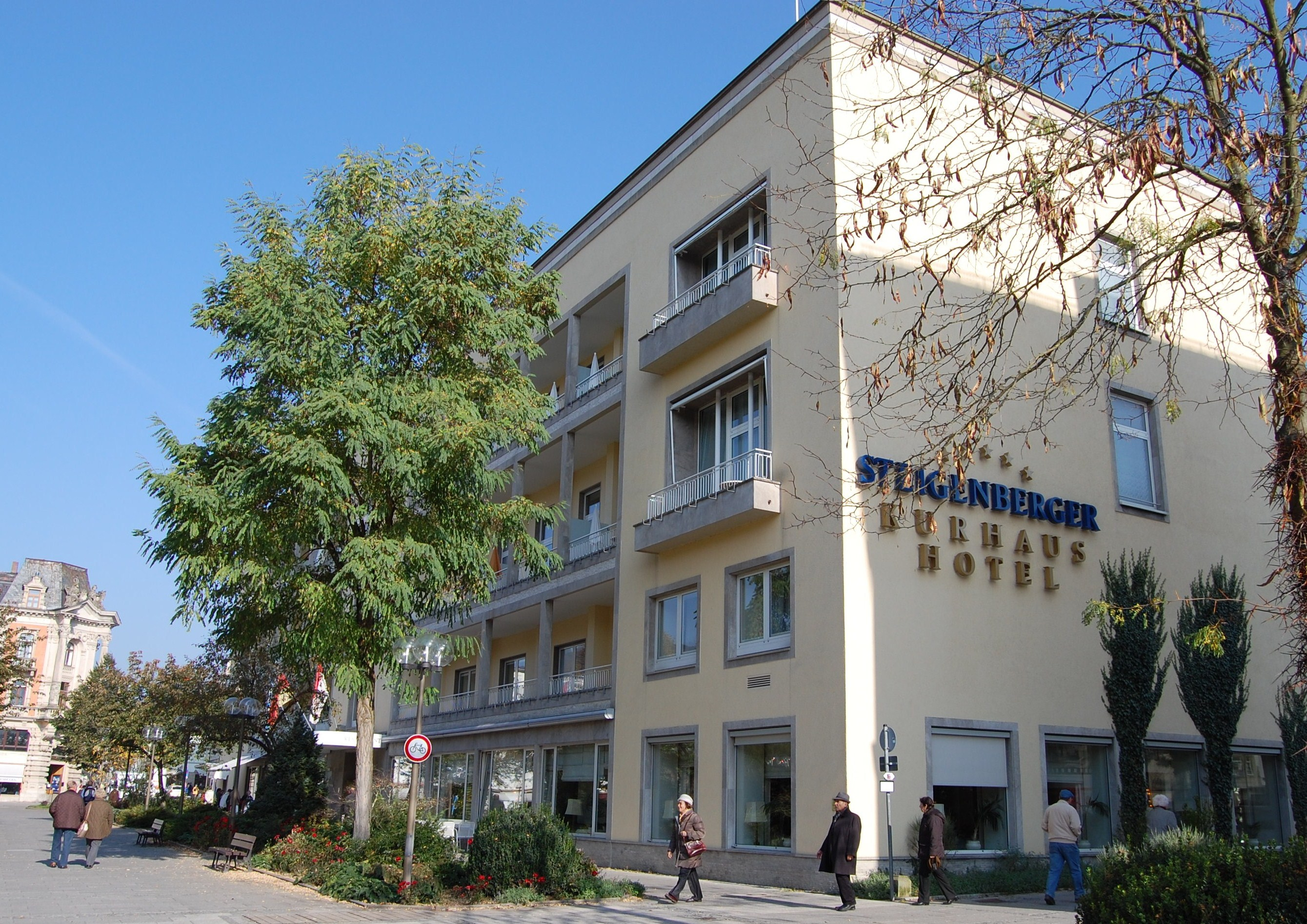
Steigenberger Hotel (2010)

Das Königliche Kurhaushotel in Bad Kissingen wurde 1827/1828 nach Plänen von Heinrich Gries und Donlé im Stil des Klassizismus als L-förmiger dreigeschossiger Walmdachbau errichtet, immer wieder erweitert und 1927 vom Architekten Max Littmann um ein Geschoss aufgestockt. Nach 182-jährigem Hotelbetrieb wurde das Gebäude am 31. Oktober 2010 als „Steigenberger Hotel Bad Kissingen“ geschlossen und im Dezember 2014 die Erweiterungsbauten abgerissen. Der Originalbau aus 1828 steht unter Denkmalschutz und soll erhalten bleiben. Das Kurhaushotel stand einerseits direkt an der Kurpromenade mit Blick auf den Kurgarten, andererseits direkt am Ausläufer der Fußgängerzone. Es bildete somit die bauliche „Klammer“ zwischen Stadt und Staatsbad.

## Vorgeschichte
Der Würzburger Fürstbischof Friedrich Karl von Schönborn-Buchheim beauftragte als Landesherr 1739 seinen Hofbaumeister Balthasar Neumann mit dem Bau einer „standesgemäßen Unterkunft“ für die Herren des Würzburger Domkapitels und Mitglieder des fränkischen Adels, die in den aufstrebenden Kurort Kissingen zur Kur oder Sommerfrische kamen. Das Gebäude wurde zwischen 1768 und 1827 mehrfach erweitert. Im Jahr 1811 wird es im Brief eines Unbekannten noch so beschrieben: „Dem Kurplatz gerade gegenüber steht das Kurhaus, welches parterre die Wohnung des Traiteur und einige Zimmer für Kaufleute enthält. Oben enthält das Hauptgebäude einen ziemlich geräumigen Saal, der zur Versammlung der Kurgäste und zum Tanzplatz bestimmt ist; ein Flügelgebäude linkerhand aber einen etwas kleinern Eßsaal und Billardzimmer, und zur Rechten einige Zimmer zum Spielen. Übrigens nimmt sich dies Gebäude weder von aussen vorteilhaft aus, noch ist es im Innern gut gehalten; an Eleganz ist gar nicht zu denken.“

## Kurhaushotel
Vielleicht wegen dieses mangelhaften Eindrucks wurde der Neumann-Bau nach 90 Jahren abgerissen und 1827/1828 an dessen Stelle der neue dreigeschossige Walmdachbau auf L-förmigem Grundriss errichtet. Johann Wendt schrieb dazu 1837: „Das neue durch die Gnade des Königs entstehende Curhaus ist bereits soweit gediehen, daß der ganze Bauplan deutlich hervortritt.“ Bald danach wurde das Hotel von den ersten privaten Badpächtern Gebrüdern Bolzano durch einen Anbau mit 47 Zimmern erweitert. 
Mitte des 19. Jahrhunderts wurde das Hotel durch einen repräsentativen Querbau zum Kurgarten – das spätere Hauptgebäude – erweitert und führte noch den französischen Namen „Hotel Royal de Bain“, das wörtlich übersetzt „Königliches Badhotel“ und hier konkret „Königliches Kurhaushotel“ bedeutet, da das Hotel mit dem ersten „Königlichen Kurhausbad“ mit 16 Badekabinen und zwei modernen „Douche-Maschinen“ eine Einheit als Kurhaus bildete. Im Jahr 1868 wird Lorenz Schlatter als Pächter des Königlichen Kurhauses und Kurhaushotels genannt. Zu allen Zeiten blieben Haus und Grundstück im Eigentum des Fürstbistums sowie – als dessen Rechtsnachfolger – des Königreichs Bayern, wonach das Hotel später seinen Namen „Königliches Kurhaushotel“ erhielt. 1927 wurde das Kurhaushotel nach Plänen von Max Littmann umgebaut und um ein Geschoss aufgestockt.
Nach dem Zweiten Weltkrieg wurde das Gebäude komplett saniert, dem damals modernen Zeitgeschmack angepasst und an die Steigenberger Hotelgruppe verpachtet. Diese nahm das Hotel am 20. Mai 1959 als „Steigenberger Kurhaushotel“ in Betrieb und führte es 51 Jahre, in den letzten Jahren offiziell als „Steigenberger Hotel Bad Kissingen“ bis zur endgültigen Schließung am 31. Oktober 2010. Die letzten Gäste verließen das Hotel zwei Wochen zuvor am 17. Oktober.
Der Hotelbetrieb war in den letzten Jahren mit 102 Zimmern und sechs Suiten als 5-Sterne-Hotel klassifiziert. Es gab ein Restaurant, eine Bar, eine Poolbar, vier Tagungsräume (80 Personen), einen Wellnessbereich, dem Kurort entsprechend ein Gesundheitszentrum für Präventivmedizin und Plastische Chirurgie sowie ein Therapiezentrum.
Karl Baedeker bezeichnete 1873 in seinem Handbuch für Reisende (Band Süd-Deutschland und Österreich) das Kurhaushotel (Hotel des Bains) als „vornehm und theuer“. Am 30. August 1936 beklagt sich Hans Pfundtner, Staatssekretär im Reichsministerium des Innern und verantwortlicher Mitverfasser der Nürnberger Gesetze, beim bayerischen Ministerpräsidenten Ludwig Siebert, dass er als Gast im staatlichen Kurhaushotel viele jüdische Kurgäste in Bad Kissingen bemerke.
Mit zu den berühmtesten Gästen des Hauses vergangener Jahrhunderte gehörten der österreichische Kaiser Franz Joseph I. mit Kaiserin Elisabeth (Sisi) sowie der russische Zar Alexander II. mit Gemahlin Marija Alexandrowna und Kindern. Auch in neuer Zeit beherbergte das erste Haus am Platz viele Honoratioren wie die Bundespräsidenten Heinrich Lübke, Karl Carstens, Richard von Weizsäcker, Johannes Rau und Roman Herzog, gleich mehrmals den Komponisten Richard Strauss, Industrielle und Kaufleute wie Albert Ballin, Wissenschaftler wie Karl Süssheim, Sportler wie Franz Beckenbauer, Schauspieler wie Marlene Dietrich, Curd Jürgens, Inge Meysel, Grit Böttcher, Christiane Hörbiger, Günter Strack, Heinz Drache und Horst Tappert, Sänger wie Rudolf Schock, René Kollo, Freddy Quinn und Karel Gott sowie in den letzten Jahren alle Mitwirkenden der jährlichen Festivals „Kissinger Sommer“ und „Kissinger Winterzauber“.
Grund für die endgültige Schließung des Hauses war die Notwendigkeit erneuter Investitionen u. a. zur Einhaltung der neuen Brandschutzverordnungen und zur Modernisierung des Hauses in Höhe von geschätzten 10 Millionen Euro.

## Weitere Planung
Um die Wiederinbetriebnahme bewarben sich 2010 die Hamburger Projektentwickler RIMC Hotelbetriebsgesellschaft und die Mainzer Feuring Hotelconsulting GmbH. Das Konzept der RIMC Hotelbetriebsgesellschaft sah vor, den Bestand zu sanieren und das rückwärtig angrenzende, 1926/1927 von Max Littmann gebaute und denkmalgeschützte Kurhausbad konzeptionell einzubinden. Feuring hielt dagegen einen Abriss des ehemaligen Steigenberger Kurhaushotels und aller angrenzenden Gebäude mit baulicher Neugestaltung des gesamten Quartiers für die einzig sinnvolle und wirtschaftlich rentable Alternative.
Auf Drängen der Stadt Bad Kissingen wurde zunächst der RIMC-Gruppe der Auftrag erteilt in der Hoffnung, nach nur kurzer Schließungsdauer das Hotel schon bald wieder eröffnen zu können. Doch gelang es der RIMC nicht, innerhalb der gesetzten Frist die Finanzierung zu sichern. So entschied sich der Eigentümer Freistaat Bayern 2011 für das Konzept der Feuring Hotelconsulting GmbH, die inzwischen ein Konzept mit weitestmöglicher Erhaltung der unter Denkmalschutz stehenden Bausubstanz (das Littmann'sche Kurhausbad und der sog. Neumann-Flügel) und eine Kostenplanung erarbeitet hat. Der Bad Kissinger Stadtrat hat dem Konzept bereits grundsätzlich zugestimmt, wobei der ursprünglich geplante Kostenrahmen noch einer Nachbesserung bedarf. Anfang Oktober 2012 wurde bekannt, dass der Freistaat Bayern mehrere Millionen Euro zur Verfügung stellt, um die Finanzierungslücke zu schließen. Ende November 2012 wurde in diesem Zusammenhang ein Betrag von neun Millionen Euro zugesagt.
Nach Scheitern der Feuring-Planungen unter den vom Freistaat gesetzten Voraussetzungen entschied sich die bayerische Staatsregierung Mitte Dezember 2013 für den Abriss des neuzeitlichen Erweiterungsbaus des Kurhaushotels, dagegen bleibt der aus 1828 stammende, von Littmann 1927 aufgestockte und unter Denkmalschutz stehende Originalbau (vorerst) erhalten, ebenso das angrenzende Büro- und Verwaltungsgebäude. Die darunter liegende Tiefgarage soll auf Staatskosten saniert und erweitert werden. Das Grundstück wurde baureif zur Errichtung eines Vier-Sterne-Hotels durch Privatinvestoren ausgeschrieben – mit oder ohne Verwendung des Altbaus, der fälschlicherweise als „Neumann-Flügel“ bezeichnet wird. Das rückwärtig angrenzende, ebenfalls denkmalgeschützte Littmann'sche Kurhausbad (Prinzregentenstraße) soll auf Kosten des Freistaates generalsaniert und in ein „Zentrum für Telemedizin“ umgenutzt werden. Die Staatsregierung rechnet mit einer Gesamtinvestition von 35 Millionen Euro (Stand: Dezember 2013).